# Морган, Хелен Элизабет
Хелен Элизабет Морган (англ. Helen Elizabeth Morgan; род. 1952) — британская актриса

, фотомодель, телеведущая и королева красоты, выигравшая в 1974 году конкурсы «Мисс Уэльс», «Мисс Соединенное Королевство» и «Мисс мира 1974».

## Биография
Хелен Морган родилась 29 сентября 1952 года в Уолсолле в английском графстве Стаффордшир; работала в банке. Участвуя, без отрыва от работы, в модельных конкурсах она выиграла титулы «Мисс Уэльс» (представляя город Барри в борьбе за этот титул) и «Мисс Соединенное Королевство» в 1974 году.
Хелен Элизабет Морган представляла Уэльс на конкурсе «Мисс Вселенная 1974», где она заняла второе место после Ампаро Муньос из Испании ставшей первой и до настоящего времени единственной испанкой, удостоившейся этого титула. Когда А. Муньос подала в отставку с поста Мисс Вселенная, корона не была предложена Моргану или любой другой девушке, хотя формально этот титул автоматически перешёл ей.
Победа в конкурсе «Мисс Соединенное Королевство» дала Х. Э. Морган право представлять Соединенное Королевство на конкурсе «Мисс мира 1974». Изначально она не хотела участвовать и в конкурсе «Мисс Уэльс», но в конце концов ей заплатили 30 фунтов стерлингов в качестве замены в последнюю минуту, когда другая участница выбыла из соревнований. Морган стала второй женщиной из Уэльса и четвертой представительницей Великобритании, выигравшей конкурс «Мисс мира».
Однако она была вынуждена уйти в отставку всего через четыре дня после победы в конкурсе из-за того, что СМИ создали крайне негативные и зловещие заголовки, поскольку она была незамужней матерью с полуторагодовалым сыном. Это никогда не скрывалось с тех пор, как она была коронована как «Мисс Уэльс», но зловещие заголовки в первые часы после её победы на Мисс Мира, особенно интервью, данные женой биологического отца ребенка, оказали сильное давление на Морган и организацию Мисс Мира. Хотя это не нарушало никаких правил конкурса (которые предусматривали только то, что участницы должны быть незамужними), Организация «Мисс Мира» оказала на нее давление, чтобы она ушла в отставку и избавила конкурс от дальнейшего скандала. Х. Морган стала первой победительницей, которая всего через 4 дня ушла в отставку, и второй (после Марджори Уоллес), которая не завершила своё турне, в качестве Мисс Мира из-за скрытого в анкете конкурса любовного романа, который позднее выплыл наружу; последняя носила корону гораздо дольше — 104 дня. Место Морган заняла Аннелин Криель из Южной Африки, занявшая на конкурсе красавиц второе место.
Организаторы «Мисс мира» оказались между молотом и наковальней: с одной стороны их атаковала пуританская пресса, с другой росло недовольство миллионов матерей-одиночек, поэтому, чтобы «подсластить пилюлю» Морган разрешили сохранить за собой другие заработанные ранее титулы. Она уволилась из банка и занялась модельной карьерой, телевидением и кино.
В 1980-х Хелен Элизабет Морган женилась и переехала в Суррей; в браке у неё родились ещё двое малышей: Поппи и Бен. Позже она покинула туманный Альбион и сейчас живет в Испании со своим мужем Ронни Лэмбом и детьми.
В 2004 году Морган согласилась судить конкурс «Мисс Уэльс» в Суонси, приуроченный к 30-летию её коронации. Новой «Мисс Уэльс» стала Эми Гай.